# جامل (کالیفرنیا)
جامل (به انگلیسی: Jamul) یک منطقهٔ مسکونی در ایالات متحده آمریکا است که در شهرستان سن دیگو، کالیفرنیا واقع شده‌است. جامل ۴۳٫۵۹۸ کیلومتر مربع مساحت و ۶٬۱۶۳ نفر جمعیت دارد و ۳۰۴ متر بالاتر از سطح دریا قرار دارد.